# Улица Чкалова (Лианозово)
У́лица Чка́лова — небольшая улица на севере Москвы в районе Лианозово Северо-Восточного административного округа, проходит от улицы Ширшова до улицы Каманина.

## Происхождение названия
Названа в 1938 году в честь Героя Советского Союза лётчика-испытателя Валерия Чкалова (1904—1938), командира беспосадочного перелёта «Москва — Северный полюс — Ванкувер», погибшего в 1938 году при испытании истребителя.

## Расположение
Улица Чкалова находится в дачном посёлке имени Ларина, начинается от улицы Ширшова, проходит на северо-запад, пересекает улицы Водопьянова, Молокова, Шмидта, Слепнёва и заканчивается на улице Каманина.